# ムハンマド・ユーヌス・ハーリス
ムハンマド・ユーヌス・ハーリス（パシュトー語: محمد يونس خالص、Mohammad Yunus Khalis、1919年 - 2006年7月19日）は、アフガニスタンの政治家、ムジャーヒディーン。ユーヌス・ハーリスとのみ表記されることが多い。
グルブッディーン・ヘクマティヤールの党から分かれたヘズブ・エ・イスラミ・ハーリス（イスラム党・ハーリス派）の党首。

## 経歴
ナンガルハール州フグヤニ郷デヘ・カジ村出身。パシュトゥーン人、フグヤニ部族出身。
一家は、世襲の回教僧で、ムンマドは、父から宗教教育を受けた。ナンガルハールのメドレセ、モスクで院長を務めた。
1951年、イスラム組織「記憶の教育」のメンバーとなる。1963年～1973年、宗教組織「タヴヴァビン」の指導者。1965年から、「パイヤメ・ハック」誌と「ヴランガ」及び「ガヒズ」紙の編集員となり、詩作を発表しつつ、カーブル・ラジオに出演した。
1973年から、クナルハ及びパクティヤー州のモスクのイマームを務め、「パシュトゥーン・ムスリマン」を創設し、ムハンマド・ダーウード体制を批判した。
1970年代中盤、反政府プロパガンダに対して彼の息子が逮捕され、獄死した。ムハンマド自身は、逮捕を逃れてパキスタンに亡命し、「アフガン・メッリャト」党に合流した。
1978年から、ヒズベ・イスラーミー（イスラム党・ヘクマティヤール派）に入党し、同党の東部戦線を指揮し、ソビエト軍に対する戦闘に加わった。
1979年末、グルブッディーン・ヘクマティヤールと決別し、独自のアフガニスタン・イスラム党（ハーリス派）を創設した。
1985年、パキスタンで創設された「七者連合」の議長を3ヶ月間務めた。
1988年、ソビエト軍の撤退前にパキスタンで組閣されたムジャーヒディーン移行政権の内務相に任命。
2001年、ターリバーン運動に参加し、アメリカ軍に対するジハードを訴えた。その後、アフガン・パキスタン国境に逃亡。ターリバーン政権を支持していたが、2001年末、ザーヒル・シャー元国王が提案した和平調停案の支持を表明した。

## パーソナル
パシュトゥーン人民族主義者として知られ、フグヤニ部族中の権威。イスラム共和制の支持者。
妻は、カンダハールの宗教権威カデリ・カンダハリの娘。2人の兄弟、モハマッド・イスハークとモハマッド・ユスフ・ハレスも、著名なムジャーヒディーンだった。未確認情報によれば、現在、アフガニスタン・イスラム党（ハリス派）は、パキスタンに在住する彼の息子が率いている。